# 加尔登内站
加尔登内站是叶尔加瓦-利耶帕亚铁路线上一个未曾使用的停靠站，车站位于多貝萊市鎮下辖的加尔登内村西北3公里处。

## 历史
加尔登内站于1930年建成。1938年车站修建了一条通往苏军燃料基地的通道；由于该车站是一个军用设施，因此旅客列车不会在此停靠。20世纪90年代初，苏联军队撤离后，车站被拆除。据史料记载，这里曾经还有一个车站，虽然这里连一个月台都没有，但是站房至今也没有存留，在1987年就被拆除了。